# La Jolla Cove
La Jolla Cove is een kleine baai met een strand, gelegen in de wijk La Jolla in San Diego, Californië. De baai wordt omringd door steile kliffen en maakt deel uit van een beschermd marien reservaat. Hierdoor is het een populaire locatie voor snorkelaars, zwemmers en duikers.
Het strand bij La Jolla Cove is vrij klein, met beperkte ruimte boven de hoogwaterlijn. Tijdens extreem laag tij worden echter getijdenpoelen zichtbaar, wat mogelijkheden biedt voor getijdenbiologisch onderzoek en educatie. In en rond de baai leven regelmatig Californische zeeleeuwen (Zalophus californianus). Deze dieren rusten vaak op het strand, op de kliffen en op de rotsachtige uitlopers. Net als bij de gewone zeehonden (Phoca vitulina richardii) bij het nabijgelegen Children’s Pool Beach, leidt de nabijheid van mensen tot terugkerende spanningen en discussies over het evenwicht tussen natuurbehoud en recreatief gebruik van de kust.
La Jolla Cove vormt een belangrijk onderdeel van het San Diego-La Jolla Underwater Park. De baai maakt deel uit van het Matlahuayl State Marine Reserve, een strikt beschermd marien gebied waarin vissen, verzamelen en verstoring van het zeeleven verboden zijn. Dankzij de helderheid van het water, de rijke biodiversiteit en het beschermde karakter is La Jolla Cove een populaire bestemming voor snorkelaars, zwemmers en duikers. Het gebied wordt gekenmerkt door steile kliffen, een klein zandstrand, getijdenpoelen bij laag tij en nabijgelegen zeegrotten. 

## Afbeeldingen

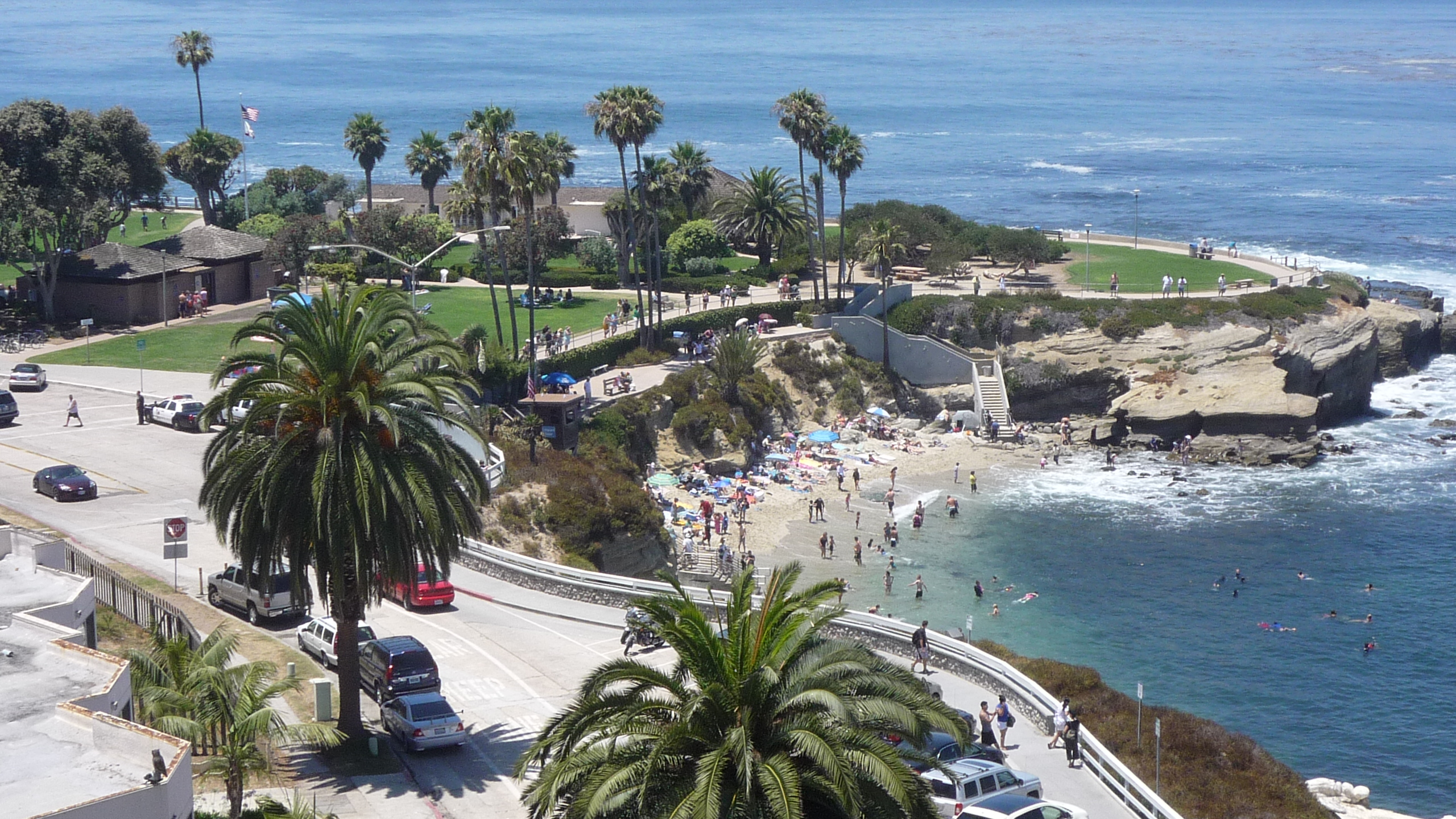
Uitzicht op La Jolla Cove, met op de achtergrond de ruige kustlijn en de Stille Oceaan.
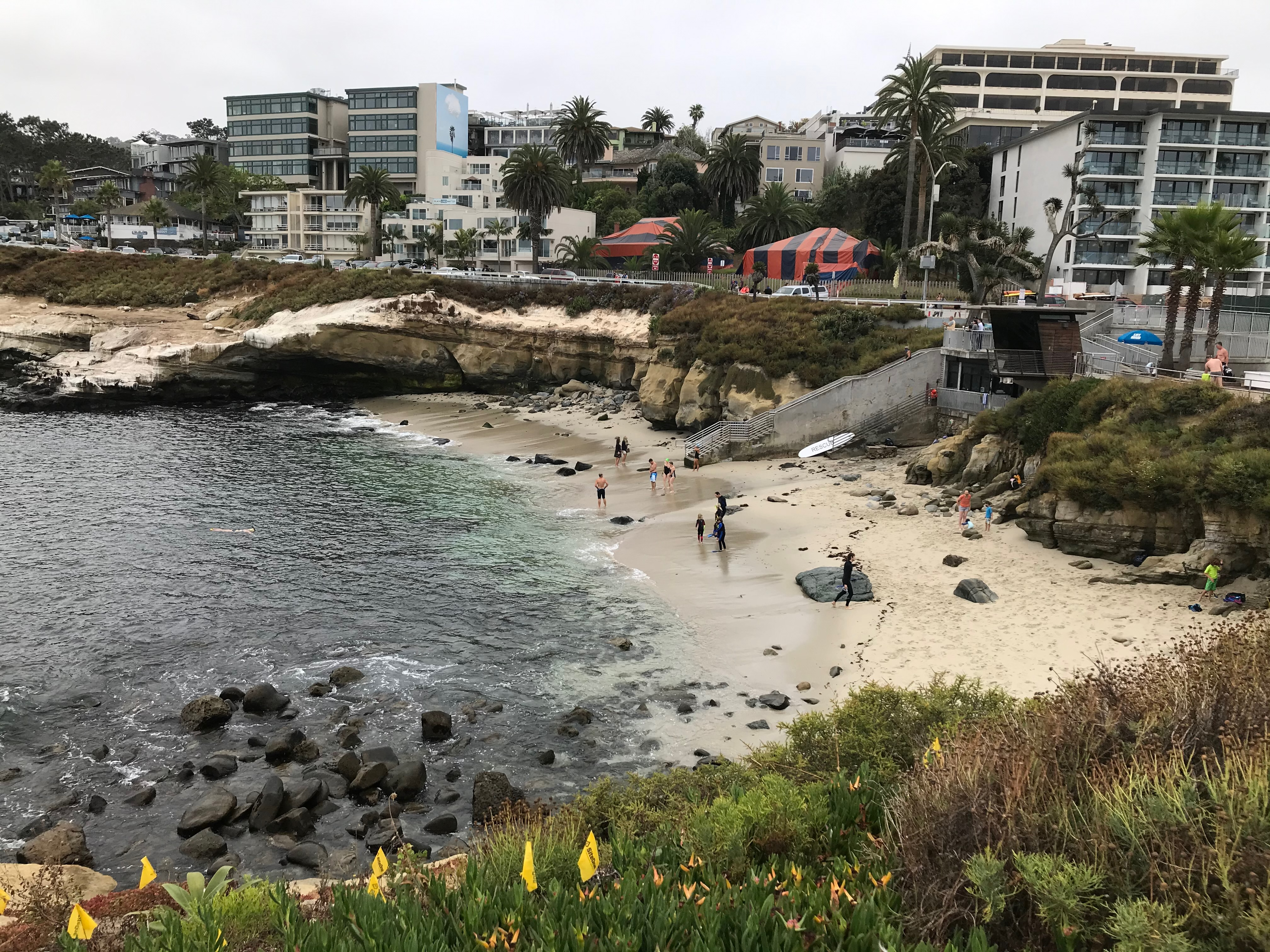
Het strand van La Jolla Cove is klein en omgeven door kliffen; bij laag tij komen getijdenpoelen tevoorschijn, terwijl bij hoog tij de zandstrook grotendeels onder water verdwijnt.
De gewone zeehond (Phoca vitulina) wordt met enige regelmaat gezien in La Jolla Cove.
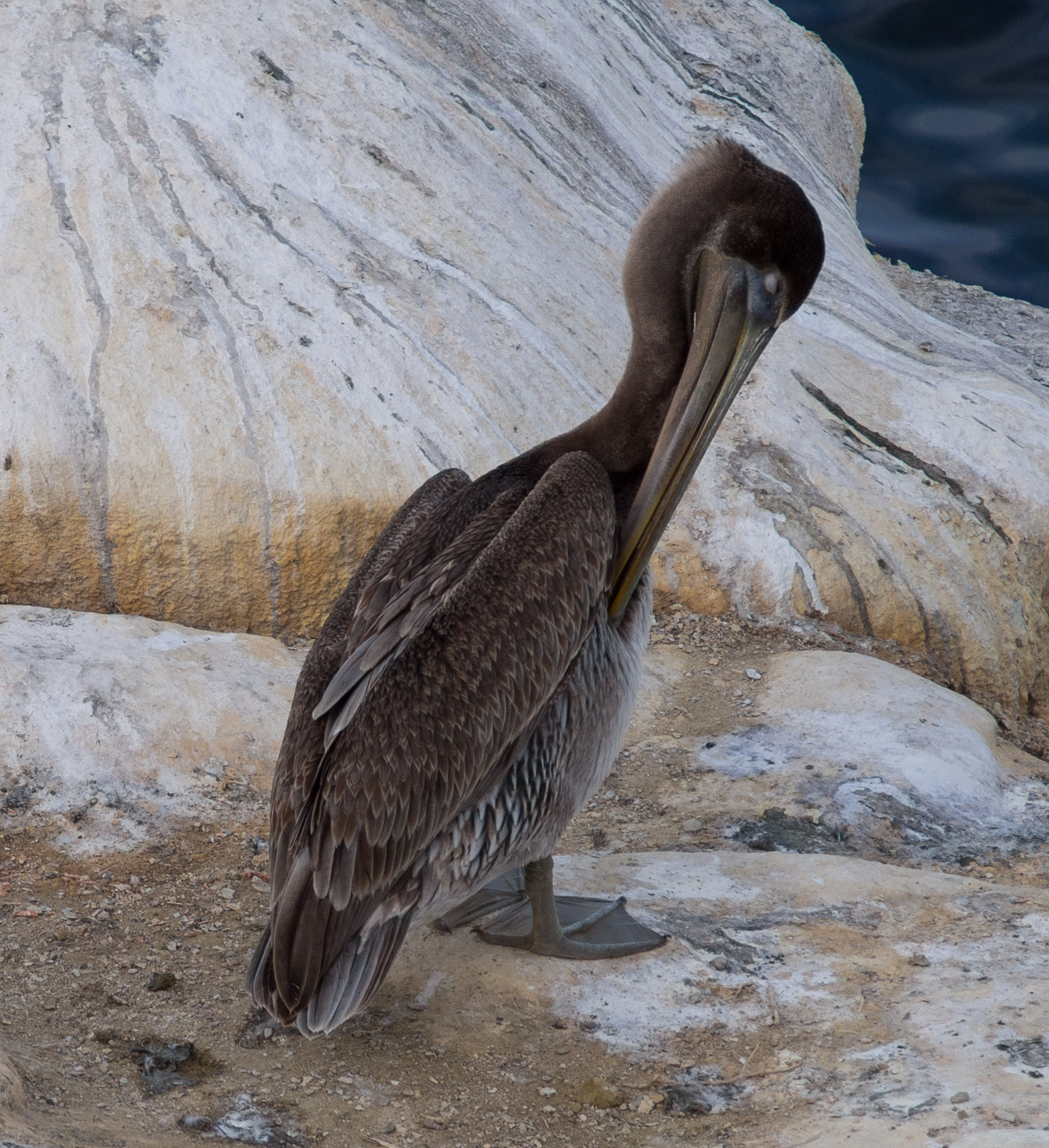
De bruine pelikaan (Pelecanus occidentalis) wordt regelmatig waargenomen in La Jolla Cove, waar de soort vaak op de rotsen rust of langs de kustlijn jaagt.
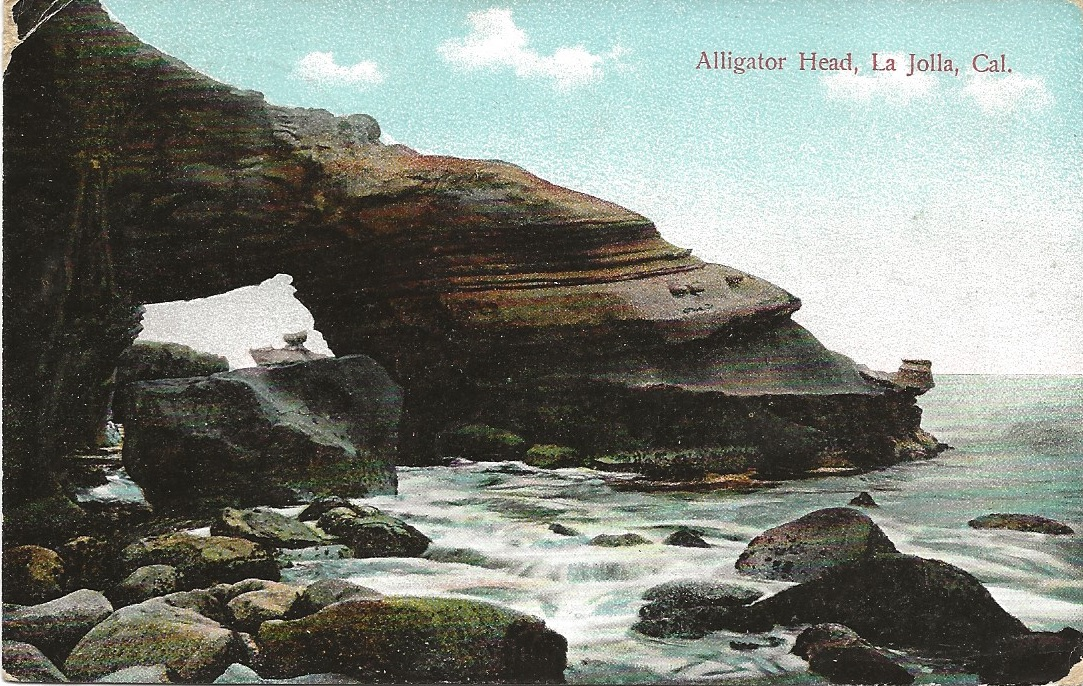
Alligator Head is een opvallende rotsformatie aan de rand van La Jolla Cove, genoemd naar de vorm die doet denken aan de kop van een alligator.
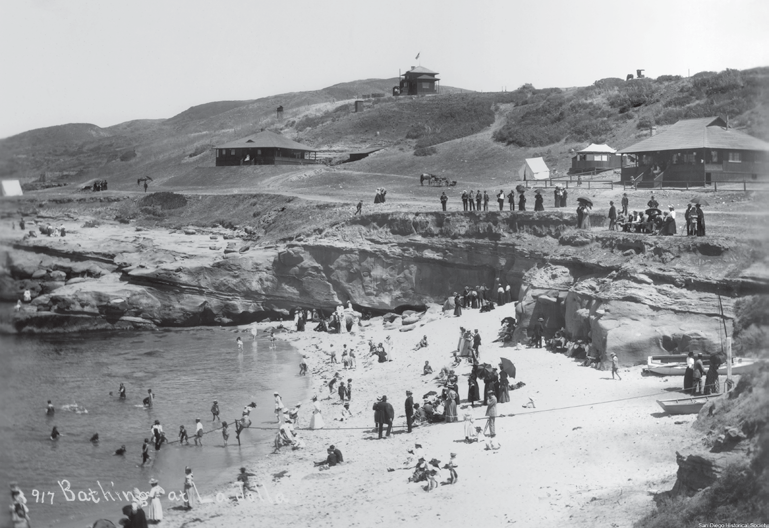
La Jolla Cove (1894)